# أنتوني برستون (مؤرخ)
أنتوني برستون (بالإنجليزية: Antony Preston)‏ هو مؤلف ومؤرخ أمريكي، ولد في 26 فبراير 1938 في سالفورد في المملكة المتحدة، وتوفي في 25 ديسمبر 2004 في باترسي في المملكة المتحدة.